# Pańska Góra (Wyżyna Częstochowska)

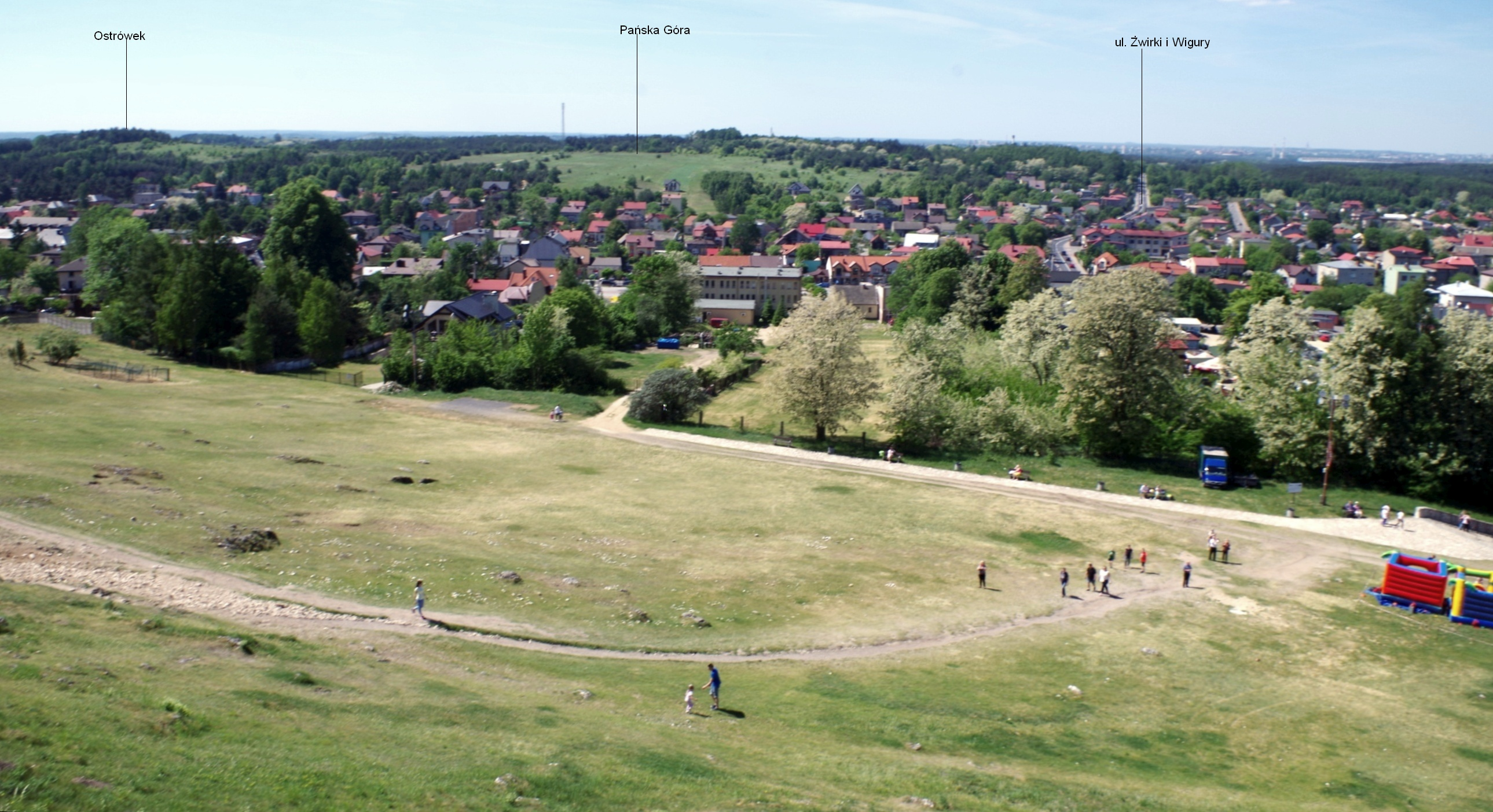
Widok z Zamku w Olsztynie

Pańska Góra (334 m) –  wzniesienie w miejscowości Olsztyn w województwie śląskim, w powiecie częstochowskim znajdujące się po zachodniej stronie obszaru zwartej zabudowy tej miejscowości. W fizycznogeograficznej regionalizacji Polski położone jest w mikroregionie Wyżyna Mirowsko-Olsztyńska będącym częścią Wyżyny Częstochowskiej. 
Pańska Góra znajduje się w niezabudowanym terenie, wśród pól. Są w niej skałki wapienne, a w nich Jaskinia Amonitów.